# Rickey Brown
Rickey Darnell Brown (Madison County, Misisipi; 28 de agosto de 1958) es un exjugador de baloncesto estadounidense. Con 2.08 de estatura, jugaba en la posición de pívot.

## Trayectoria deportiva

### Universidad
Jugó durante cuatro temporadas con los Bulldogs de la Universidad Estatal de Misisipi, en las que promedió 17,2 puntos, y 10,2 rebotes por partido.

### Profesional
Fue elegido en la decimotercera posición del Draft de la NBA de 1980 por los Golden State Warriors, juega durante 5 temporadas en la NBA, las dos primeras con los Warriors, siendo traspasado en la temporada 1982-1983 a los Atlanta Hawks. En la NBA promedia  4,4 puntos, y 3,5 rebotes por partido. El resto de su carrera transcurriría entre Europa, jugando en Italia (Basket Brescia, Olimpia Milano, Reyer Venezia y Baker Livorno) y España (Caja de Ronda, Real Madrid, Bàsquet Club Andorra y Saski Baskonia). Sus logros profesionales más importantes en Europa fueron en el Olimpia Milano, donde formaba pareja de americanos con Bob McAdoo, gana la Euroliga del año 1988, y en el Real Madrid, en el que jugó dos años, el primero formando pareja de americanos con Mark Simpson logró la Recopa en el año 1992 contra el PAOK Salónica, teniendo una actuación decisiva ya que robó un balón a Panagiotis Fasoulas a falta de 5 segundos, y su posterior canasta supuso la victoria del equipo merengue. Su última temporada en el Real Madrid comparte vestuario con Arvidas Sabonis, y hace doblete en las competiciones nacionales, ganando Liga ACB y Copa del Rey.